# Біскупиці (Познанський повіт)
Біскупиці (пол. Biskupice, нім. Biskupitz) — село в Польщі, у гміні Победзиська Познанського повіту Великопольського воєводства.
Населення — 1896 осіб (2011).
У 1975-1998 роках село належало до Познанського воєводства.

## Демографія
Демографічна структура станом на 31 березня 2011 року:
|          | Загалом | Допрацездатний вік | Працездатний вік | Постпрацездатний вік |
| -------- | ------- | ------------------ | ---------------- | -------------------- |
| Чоловіки | 936     | 227                | 650              | 59                   |
| Жінки    | 960     | 214                | 602              | 144                  |
| Разом    | 1896    | 441                | 1252             | 203                  |